# Widaczów
Widaczów est un village du sud-est de la Pologne dans la voïvodie des Basses-Carpates. Il fait partie de la gmina de Jawornik Polski (commune rurale) et du powiat de Przeworsk. La population du village s'élevait à 223 habitants en 2011.

## Géographie
|                  | Hadle Kańczuckie | Zagórze             |
| Hadle Szklarskie | Widaczów         |                     |
| Jawornik Polski  |                  | Hucisko Jawornickie |

Widaczów se situe à environ à 2 km de Jawornik Polski, 22 km de Przeworsk la capitale du powiat et 26 km de Rzeszów la capitale régionale.